# 에른스트 1세 (슈바벤 공작)
에른스트 1세 (1015년 3월 31일 또는 5월 31일 사망)는 슈바벤 공작 (1012년 – 1015년)으로 오스트리아의 바벤베르크 변경백인 레오폴트 1세의 어린 아들이다. 그의 모친은 수알라펠트가우의 리하르디스라고 불렸다.

## 삶과 가족
1012년 독일 왕 하인리히 2세는 슈바벤 공국의 통치자인 헤르만 3세가 자녀 없이 사망하자 슈바벤 공국을 에른스트에게 하사하였다. 공작으로서의 통치를 더욱 합법화하기 위해 그는 헤르만의 맏누이인 슈바비아의 기젤라와 결혼했다.
에른스트와 기젤라는 에른스트와 헤르만이라는 두 아들이 있었는데,  둘 다 결국 슈바벤의 공작이 되었다. 에른스트는 1015년 사냥 사고로 사망하고 그의 아들 에른스트 2세가 계승했다. 그는 사후 뷔르츠부르크에 묻혔다.

## 서지
- Wolfram, Herwig (2006). 《Conrad II, 990-1039: Emperor of Three Kingdoms》. The Pennsylvania State University Press.

| 전임 헤르만 3세 | 슈바벤 공작 1012년-1015 | 후임 에른스트 2세 |